# Szató Eriko
Szató Eriko (佐藤 衣里子; Hepburn: Satō Eriko) (Sizuoka prefektúra, 1985. november 25. vagy 1979. április 26. –) japán válogatott labdarúgó.

## Klub
A TEPCO Mareeze csapatában játszott.

## Nemzeti válogatott
2003-ban debütált a japán válogatottban. A japán válogatottban 2 mérkőzést játszott.

## Statisztika
| Japán válogatott | Japán válogatott | Japán válogatott |
| Időszak          | Mérk.            | gól              |
| ---------------- | ---------------- | ---------------- |
| 2003             | 1                | 0                |
| 2004             | 0                | 0                |
| 2005             | 0                | 0                |
| 2006             | 0                | 0                |
| 2007             | 0                | 0                |
| 2008             | 1                | 0                |
| Összesen         | 2                | 0                |